# Achimenes brevifolia
Achimenes brevifolia är en tvåhjärtbladig växtart som beskrevs av Conrad Vernon Morton. Achimenes brevifolia ingår i släktet Achimenes och familjen Gesneriaceae. Inga underarter finns listade i Catalogue of Life.